# Vilasrao Deshmukh
Vilasrao Dagadojirao Deshmukh (26 de mayo de 1945 - 14 de agosto de 2012), conocido popularmente como Vilasrao fue un político indio y se desempeñó como Ministro de Ciencia y Tecnología y el ministro de Ciencias de la Tierra.
Vilasrao Deshmukh fue miembro del Parlamento en Rajya Shabja, India. Anteriormente, había ocupado los cargos del Ministerio de Desarrollo Rural y Ministerio de Panchayati Raj del Gobierno de la India, y en el Ministerio de Industria Pesada y Empresas Públicas. Él fue miembro de la Rajya Sabha en representación de Maharashtra. Vilasrao Deshmukh en dos ocasiones fue Ministro Jefe de Maharashtra de 1999 a 2003 y de 2004 a 2008. Fue miembro del Congreso Nacional Indio y originalmente pertenecía al Distrito de Latur en Marathwada del estado de Maharastra.
Deshmukh murió el 14 de agosto de 2012 debido a un fallo múltiple de órganos en el Global Hospitals de Chennai.